# فردیت (فلسفه)
فردیت یا سوبژکتیویته (انگلیسی: Subjectivity) یک مفهوم فلسفی می‌باشد که با هوشیاری، نمایندگی، ذات، اصالت و صداقت و حقیقت در ارتباط است و به دفعات در منابع مختلف به تعریف آن پرداخته شده‌است. 
سه تعریف متعارف برای کلمه فردیت (یا سوبژکتیویته) ارائه شده‌است:
- فاعلی که به بیان دقیق تر، شخصی است دارای هوشیاری و تجربه، و آن شخص دارای جنبه‌های فکری، احساسات، اعتقادات، و خواسته‌هایی است.[۱]
- موجودیت یا نهادی که دارای فاعلیت بوده و با در رابطه بودن با موجودیت‌های دیگر کار می‌کند و از قدرتش بهره می‌برد.[۲]
- برخی از اطلاعات، نظریات، موقعیت‌ها، و چیزهای فیزیکی، تنها زمانی حقیقی تلقی می‌گردد که نقطه نظر یک یا چند فرد باشد.

این تعاریف مختلف از فردیت گاهی در فلسفه به یکدیگر ملحق می‌گردند. در اکثر مواقع این کلمه به معنی چیزی است الهام بخش، تأثیر گذار، مطلع کننده، که انسان را به سوی حقیقت و درستی می گرایاند. فردیت مجموعه ای از ادراک، تجربیات، توقعات، فهم و درک شخصی و فرهنگی، و اعتقادات خاص یک شخص می‌باشد.

## فلسفه
ظهور نظریه فردیت ریشه در خط فکری دکارت و کانت دارد و بیان آن در طول دوران مدرن به درک آنچه که یک فرد را تشکیل می‌دهد، بستگی دارد. برای اینچنین مفهومی، تعاریف مختلفی از جمله خویشتن، روح، هویت و خودآگاهی ارائه شده‌است که در نظریه فردیت ریشه دوانده‌اند.
به عنوان مثال، فردیت معمولاً موضوعی تلویحی در اگزیستانسیالیسم است و سارتر یکی از طرفداران اصلی وجود فردیت در پدیده‌شناسی است و به وجود آن تأکید می‌کند. برخلاف همکارش مرلو پونتی، سارتر معتقد بود که حتی با وجود اجبارهای جوامع انسانی، فردیت اساساً متعالی بوده، برای مثال در نوشته بودن یا نبودن او، به حث دربارهٔ «بودن برای دیگران» و «بودن برای خود» پرداخته‌است. (که در اینجا فردیت ممکن است یک جسم یا یک انسان باشد)

## زیست‌شناسی اجتماعی
فردیت دارای وجهی ذاتاً اجتماعی است که در طی تأثیرات متقابل بی شمار در اجتماع به وجود می‌آید. با بالا رفتن فردیت‌ها، به همان نسبت، اجتماع نیز تکمیل می‌گردد. افراد هیچ‌گاه در محیط‌های مستقل از یکدیگر جدا نمی‌شوند، بلکه تا بینهایت با جهان اطراف درگیر شده و وارد تعامل می‌گردند. فرهنگ، اصلی زنده از فردیت است که به‌طور مداوم در حال تغییر است. فردیت هم خود از فرهنگ شکل‌پذیری دارد و همین که باعث شکل‌دادن به فرهنگ می‌شود. فردیت هم، مانند دنیای بیرونی می‌تواند تحت تأثیر مواردی چون اقتصاد، حزب‌های سیاسی، و جوامع قرار گیرد.
با وجود مرزهایی برای جوامع و فرهنگ‌هایشان که غیرقابل توصیف و قراردادی هستند، فردیت در هر کس ذاتی و خوشایند می‌باشد و به انواع وجه تمایز بین افراد می‌باشد. فردیت بخشی از یک تجربه خاص یا یک حقیقت است که شامل نقطه نظرات و چگونگی تعامل یک شخص با انسانها، اشیاء، هوشیاری و طبیعت می‌باشد، به گونه ای که تفاوت بین فرهنگ‌های مختلف، تجربهٔ متفاوتی از وجود را به وجود می‌آورد که باعث شکل گرفتن زندگی به شیوه ای متفاوت می‌گردد.
فردیت سیاسی یک مفهوم در حال ظهور در علوم اجتماعی و علوم انسانی می‌باشد. فردیت سیاسی، مرجعی است که به درک عمیق فردیت در سیستم‌های اجتماعی قدرتمند و معنایی اشاره دارد. همان‌طور که صادق رحیمی در کتاب «سیاسی بودن» معنای، جنون و فردیت سیاسی را بدین شکل شرح می‌دهد: «جنبه دیگری از موضوع نیست، بلکه درواقع حالتی از فرد بودن است، دقیقاً همان چیزی است که فردیت است».